# Hel·leborina dels pantans
La hel·leborina dels pantans (Epipactis palustris) és una espècie d'orquídies terrestres del gènere Epipactis, de la subfamilia Epidendroideae, de la tribu Neottieae de la família Orchidaceae.

## Descripció
És una planta herbàcia perenne de 20 a 60 cm d'altura. Les seves fulles són lanceolades, llargues i estretes i disposades de forma alternativa al llarg de la tija. La floració es produeix entre els mesos de juny i agost i les seves flors són habitualment blanques amb tons rosats o porpra.

## Distribució i hàbitat
Es distribueixen en les zones temperades d'Europa, oest d'Àsia, Sibèria i Mongòlia, trobant-se en boscos i en espais oberts, en sòls molt humits o pantanosos i calcaris però ben drenats.